# تيم كينيدي
تيم كينيدي (بالإنجليزية: Tim Kennedy) هو فنان قتال مختلط وجندي أمريكي، ولد في 1 سبتمبر 1979 في سان لويس أوبيسبو في الولايات المتحدة.

## وصلات خارجية
- تيم كينيدي على موقع يو إف سي (الإنجليزية)
- تيم كينيدي على موقع شيردوغ (الإنجليزية)
- تيم كينيدي على موقع Tapology.com (الإنجليزية)
- تيم كينيدي على موقع IMDb (الإنجليزية)
- تيم كينيدي على موقع قاعدة بيانات الفيلم (الإنجليزية)